# Magdalon Monsen
Magdalon Monsen   (Bergen, 19 d'abril de 1910 - Estocolm, 4 de setembre de 1953) fou un futbolista noruec que va competir durant la dècada de 1930.
El 1936 va prendre part en els Jocs Olímpics d'Estiu de Berlín, on guanyà la medalla de bronze en la competició de futbol. Va morir per complicacions després d'una cirurgia cerebral.